# 강바일
강바일(1995년 3월 2일 ~ )은 몽골 출신의 대한민국의 농구 선수로, 전 한국프로농구 서울 삼성 썬더스 소속였다. 또한 강바일은 2018년 KBL 드래프트에서 전체 27순위로 서울 삼성 썬더스에 지명되었으며, 몽골 울란바토르 태어났다. 그리고 강바일의 몽골식 이름은 나랑게렐링 바트바야르(몽골어: Нарангэрэлийн Батбаяр)이다. 2018년 아시안 게임에서 몽골 농구 국가대표팀의 선수로 출전한 이력이 있다.

## 학력
- 서울장충초등학교
- 배재중학교
- 양정고등학교
- 중앙대학교

## 경력
- 2018년 : 아시안 게임 몽골 농구 국가대표팀
- 2018년 ~ 현재 : 서울 삼성 썬더스 (2018년 드래프트 3라운드 7순위)